# کاواچ
کاواچ (به لاتین: Kavač) یک منطقهٔ مسکونی در مونته‌نگرو است که در کوتور واقع شده‌است. کاواچ ۶۷۱ نفر جمعیت دارد.